# ロビー・ライアン
ロビー・ライアン（Robbie Ryan, 1970年 - ）は、アイルランドの撮影監督である。

## 生い立ちとキャリア
アイルランドで生まれ、14歳の頃から撮影監督を志す。ダン・レアリー・インスティテュート・オブ・アート、デザイン&テクノロジーの卒業生である。
アンドレア・アーノルドやケン・ローチ監督の映画によく参加している。2018年にはヨルゴス・ランティモス監督作『女王陛下のお気に入り』の撮影を務め、第91回アカデミー賞撮影賞にノミネートされた。

## 主なフィルモグラフィ
- This Is Not a Love Song (2002)
- Wasp (2003)
- エイリアン パンデミック Isolation (2005)
- Antonio's Breakfast (2005)
- Mischief Night (2006)
- Red Road (2006)
- Brick Lane (2007)
- The German (2008)
- Camo, Hit the Road (2008)
- The Scouting Book for Boys (2009)
- Girl Like Me (2009)
- フィッシュ・タンク Fish Tank (2009)
- I Am Slave (2010)
- Patagonia (2010)
- ワザリング・ハイツ 〜嵐が丘〜（英語版） Wuthering Heights (2011)
- The Summit (2012)
- ジンジャーの朝 〜さよなら、わたしが愛した世界 Ginger & Rosa (2012)
- 天使の分け前 The Angels' Share (2012)
- ラスト・デイズ・オン・マーズ The Last Days on Mars (2013)
- あなたを抱きしめる日まで Philomena (2013)
- Sophie at the Races (2014)
- ジミー、野を駆ける伝説 Jimmy's Hall (2014)
- Catch Me Daddy (2014)
- The Karman Line (2014)
- スロウ・ウエスト Slow West (2015)
- アイム・ノット・シリアルキラー I Am Not a Serial Killer (2016)
- わたしは、ダニエル・ブレイク I, Daniel Blake (2016)
- アメリカン・ハニー American Honey (2016) 兼製作総指揮
- マイヤーウィッツ家の人々 (改訂版) The Meyerowitz Stories (2017)
- 女王陛下のお気に入り The Favourite (2018)
- 家族を想うとき Sorry We Missed You (2019)
- 選ばなかったみち The Roads Not Taken (2020)
- カモン カモン C'mon C'mon (2021)
- メドゥーサ デラックス（英語版） Medusa Deluxe (2022)
- 哀れなるものたち Poor Things (2023)
- 憐れみの3章 Kinds of Kindness (2024)

## 受賞とノミネート
| 賞                               | 年   | 部門           | 作品名               | 結果       |
| -------------------------------- | ---- | -------------- | -------------------- | ---------- |
| アカデミー賞                     | 2018 | 撮影賞         | 女王陛下のお気に入り | ノミネート |
| アカデミー賞                     | 2023 | 撮影賞         | 哀れなるものたち     | ノミネート |
| 英国アカデミー賞                 | 2018 | 撮影賞         | 女王陛下のお気に入り | ノミネート |
| 英国アカデミー賞                 | 2023 | 撮影賞         | 哀れなるものたち     | ノミネート |
| クリティクス・チョイス・アワード | 2018 | 撮影賞         | 女王陛下のお気に入り | ノミネート |
| クリティクス・チョイス・アワード | 2023 | 撮影賞         | 哀れなるものたち     | ノミネート |
| 全米撮影監督協会賞               | 2018 | 劇場映画撮影賞 | 女王陛下のお気に入り | ノミネート |
| 全米撮影監督協会賞               | 2023 | 劇場映画撮影賞 | 哀れなるものたち     | ノミネート |